# Ibaraki, Ōsaka
Ibaraki (茨木市 Ibaraki-shi) là thành phố thuộc tỉnh Ōsaka, Nhật Bản. Tính đến ngày 1 tháng 10 năm 2020, dân số ước tính thành phố là 287.730 người và mật độ dân số là 3.800 người/km2. Tổng diện tích thành phố là 76,49 km2.